# Hydraulikspeicher

Schaltzeichen eines Hydrospeichers

In einem Hydraulikspeicher (Hydrospeicher, Hydropneumatischer Speicher oder auch Akkumulator) wird eine Flüssigkeit unter Druck gespeichert. Beim Entladen kann hydraulische Energie abgegeben werden.
Der Flüssigkeitsdruck komprimiert ein Gas oder eine Feder bzw. hebt ein Gewicht.
Bei Volumenentnahme dehnt sich das Speichergas aus bzw. entspannt sich die Speicherfeder, wobei sich der Druck reduziert. Bei gewichtsbelasteten Speichern bleibt der Druck nahezu konstant.
Aufgaben eines Hydrospeichers sind u. a.:
- Leckagekompensation
- Volumenausgleich
- Energiespeicherung
- Notfunktion
- Pulsationsdämpfung
- Druckstoßdämpfung
- Deckung kurzzeitigen Volumenstrombedarfs
- Medientrenner (ohne Gasseite)

## Ursprung
Das hydropneumatische Speicherprinzip war bereits in der Antike bekannt und wurde z. B. in der Musik beim Bau von Orgeln angewandt.
Die Erfindung der Orgel geht auf das Jahr 246 v. Chr. zurück. Ihr Erfinder war vermutlich der Ingenieur Ktesibios. Er lebte zunächst in Alexandrien, später in Aspendos. Beide Städte nehmen für sich in Anspruch, der Ort zu sein, an dem die Orgel erfunden worden ist. Die Orgel, die Ktesibios erfand hieß hydraulos, ein Wort, das aus hydor (Wasser) und aulos (oboenartiges Instrument) zusammengesetzt ist. Sie enthielt eine mit Wasser gefüllte Kolbenpumpe, einen Windkanal, eine einzige Pfeifenreihe und eine Tastatur. Das Verhältnis der Tasten, von denen es zu dieser Zeit auf der Orgel ungefähr 13 gab, war der Breite der Pfeifenabstände gleich, jede Taste war etwa handbreit. Das Niederdrücken der Tasten erforderte so viel Kraft, dass schnelles Spielen noch nicht möglich war.
Dem Prototyp des Ktesibios folgten schon bald weiterentwickelte Instrumente mit mehreren Pfeifenreihen, die sowohl einzeln als auch gemeinsam spielbar waren. Vitruv und Heron beschrieben die technischen Aspekte des Hydraulos. Er soll aus Zungenpfeifen sowie offenen und gedeckten Labialpfeifen bestanden haben. Das in der Antike kleine und transportable Instrument (Portativ) verbreitete sich schnell im gesamten hellenistischen und römischen Reich. Es wurde zu Zwecken der Hausmusik, im Theater und als Propagandainstrument eingesetzt. Im 1. Jh. n. Chr. war das Orgelspiel dergestalt verbreitet, dass in Griechenland öffentlich ausgetragene Orgelwettbewerbe durchgeführt wurden. Auch von mehreren Kaisern des römischen Reiches ist überliefert, dass sie selbst Orgel spielten und Orgelmusik in ihren Palästen erklingen ließen. Wegen der Beliebtheit der Hydraulos stellte man in Karthago kleine Öllampen im Orgeldesign her und verkaufte sie massenhaft.
Erste Hinweise auf eine mit Luft betriebene Balgorgel gibt es aus dem 2. Jh. n. Chr.
Das Instrument wurde hydraulis genannt.
Als Erfinder des modernen Hydro Blasenspeichers gilt der Franzose Jean Mercier (1901–1971). Er war bekannt als Vater des Blasenspeichers. Mercier floh während der Nazi-Invasion aus Frankreich in die USA und ließ sich schließlich in New York nieder. Nach dem Treffen mit Edward M. Greer im Jahr 1940 gründeten die beiden 1942 Greer Hydraulics, um hydraulische Flugzeugkomponenten herzustellen.

## Funktion
Eine Hydraulikflüssigkeit wird unter Druck in einen mit Gas (in der Regel Stickstoff) gefüllten Druckbehälter gepresst. Die Hydraulikflüssigkeit komprimiert das Gas und steht zu einem späteren Zeitpunkt als „gespeicherte Energie“ zur Verfügung.
Ein Sonderfall ist der Einsatz als Schwingungsdämpfer oder Pulsationsdämpfer und Druckstoßdämpfer (Surge damper) in Hydrauliksystemen.
Das Gas und die Hydraulikflüssigkeit werden meist durch ein Trennglied (Membrane, Elastomerblase, Kolben oder Metallbalg) voneinander getrennt. Der Transfer des Gases in die Flüssigkeit und auch ein Entweichen desselben (Permeation), vor allem bei drucklosem Hydrauliksystem, wird damit sehr stark reduziert, jedoch nicht ganz vermieden. Der Gasverlust ist im Wesentlichen vom verwendeten Elastomer der Trennmembrane, der Flüssigkeit, dem Speichergas (Molekülgröße), der Dicke der Membrane, dem Druckunterschied zwischen Gas und Flüssigkeitsseite, der Lastwechselzahl im Betrieb und der Temperatur des Speichers abhängig. Metallbalgspeicher sind hingegen praktisch gasdicht und haben keine Permeation, da die Metallmembrane auch bei hohen Temperaturen „gasdicht“ ist.
Eine andere Verwendung von Hydraulikspeichern ist der Einsatz als Medientrenner. Hierbei werden auf beiden Seiten des Hydrospeichers Flüssigkeiten eingesetzt. Das Trennglied (Kolben, Membrane, Blase) trennt die beiden meist unterschiedlichen Flüssigkeiten. Anwendung ist zum Beispiel ein Unterwasserkompensator, der den Meerwasserdruck auf ein Unterwassersystem überträgt und somit den Druck im System kompensiert. Kompensatoren und Hydraulikspeicher finden sich zum Beispiel an Blowout-Preventern. Siehe als Beispiel Deepwater Horizon.
Einzelne Speicher können zu Speicherbatterien zusammengeschaltet werden. Es kann so eine sehr große Energiemenge gespeichert werden (Speichervolumen auf der Hydraulikmedienseite von einigen tausend Litern, sowie einigen tausenden Litern Stickstoff auf der Gasseite unter 40–1000 bar stehend, werden gebaut). Derartige Anlagen finden in Kraftwerken und Stahlwerken, aber auch in Theatern und auf Offshoreplattformen Verwendung. Der Vorteil derartiger Anlagen ist, dass diese hohe gespeicherte Energie auch dann zur Verfügung steht, wenn keine Antriebsenergie mehr verfügbar ist (Notbetrieb). Ein weiterer Anwendungsfall ist die Bereitstellung eines kurzzeitig hohen Volumenstroms innerhalb von hydraulischen Steuerungen, z. B. bei elektrohydraulischen Regelungen. Dabei können die Pumpen-Volumenströme gering gehalten werden; es wird lediglich der im Mittel benötigte Volumenstrom gefördert. Entsprechend kann die Leistung des Antriebsaggregats gering gehalten werden, so dass ein besserer Gesamtwirkungsgrad erzielt wird. Auch verbessert sich die Wärmebilanz, so dass oft auf eine externe Kühlung des Hydraulikaggregats verzichtet werden kann.
Speichergas
Zur Auslegung der Speicher kann auf die Formeln der Zustandsänderungen von Gasen zurückgegriffen werden (Bender-Gleichung). Auslegungssoftware gibt es kostenlos meist online oder auf Anfrage zum Beispiel bei Hydac. Als Speichergas wird meist Stickstoff eingesetzt. Andere Gase bzw. Gasgemische wie Helium, CF4 oder Luft sind ebenfalls möglich, haben jedoch Vor und Nachteile in Preis und Einsatzbedingungen. Luft ist günstig, Helium ist teuer. CO2 hat einen eingeschränkten Betriebsdruckbereich.
Es existieren auch Hydrospeicherlösungen mit zusätzlicher Schaumfüllung auf der Gasseite. Der offenporige Schaum wird zusätzlich zum Gas auf der Gasseite von Blasen, (Kolben) und Membranspeichern eingebracht. Auch nachgeschaltete Stickstofflaschen werden mit Schaum gefüllt. Ziel ist es, die Wärmekapazität der Gasseite zu erhöhen und das Speicherverhalten in Richtung isotherm zu verändern. Es sind teilweise Energieeinsparungen bis zu 30 % möglich.
Bei der Berechnung wird oft mit idealen Gaszustandsänderungen gerechnet (Bender-Gleichung). Bei hohen Drücken (200–1500 bar) muss mit realem Gasverhalten gerechnet werden. Die Formeln dazu sind relativ unhandlich und führen nur bei iterativen Rechnungen zu genauen Werten für Druck-, Temperatur und Volumenänderung. Kostenlose Software stellen manche Speicherhersteller zur Verfügung.

## Bauformen
Man unterscheidet mehrere Bauformen von Hydraulikspeichern:
- Membranspeicher
- Blasenspeicher
- Kolbenspeicher
- Metallbalgspeicher wartungsfrei
- Federspeicher (Sonderform von Kolbenspeichern, an Stelle eines Gases wird eine Feder vorgespannt)
- Windkessel Sonderbauform ohne Trennglied

## Gesetze
Hydraulikspeicher unterliegen als Druckgerät zum Beispiel in Europa der RL 2014/68/EU Druckgeräterichtlinie, in USA dem ASME-Code. Die Auslegung nach europäischem Regelwerk kann z. B. nach DIN EN 14359 oder auch DIN EN 13445-1
erfolgen.
Der Betrieb unterliegt in Deutschland der Betriebssicherheitsverordnung
Die Geräte sind ab einer bestimmten Größe mit dem CE-Kennzeichen zu kennzeichnen.CE-Kennzeichnung.
CE und UKCA-Label
Das UKCA-Label gilt nur für England, Wales und Schottland. Im sogenannten „Nord-Irland-Protokoll“ ist geregelt, dass dort die EU-Vorgaben gelten. Das heißt, das CE-Zeichen behält in Nordirland weiterhin seine Gültigkeit. Einen Leitfaden zum Inverkehrbringen von Produkten bietet die Website der britischen Regierung. Lieferungen nach UK
Vom 1. Januar 2021 bis zum 31. Dezember 2024 können Hersteller alternativ noch die CE-Kennzeichnung (mit EU-Konformitätserklärung) oder bereits die UKCA-Kennzeichnung (mit UK-Declaration of Conformity) auf dem Produkt anbringen.
Ab dem 1. Januar 2025 muss die UKCA-Kennzeichnung auf dem Produkt oder dem Begleitdokument verpflichtend angebracht werden.
Ab dem 1. Januar 2028 muss die UKCA-Zeichnung direkt und dauerhaft auf dem Produkt angebracht werden (Etikettierung ab dann nicht mehr erlaubt).